# Petite biche
Pour les articles homonymes, voir Biche.
Dorcus parallelipipedus
Espèce
La petite biche (Dorcus parallelipipedus) est une espèce d'insectes coléoptères de la famille des Lucanidae (le moins rare dans ce groupe qui semble en régression, à cause probablement du petit nombre de bois mort et gros bois sénescents, du recul des vergers à vieux arbres de haute-tige).

## Description

### Imago
Les adultes, de taille assez variable, mesurent de 20 à 32 mm et sont donc beaucoup plus petits que les lucanes cerfs-volants.
Les antennes sont coudées et se terminent en massue (en forme de dent de peigne).
Contrairement à ce qu'on observe chez la plupart des lucanidés (Lucanus cervus en particulier), le dimorphisme sexuel est relativement discret : les mandibules sont légèrement plus grandes chez le mâle, et elles présentent un denticule interne plus développé.

### Larve
Les larves, de type ver blanc (comme celles des hannetons), se développent pendant plusieurs années dans les souches pourries des arbres à feuilles caduques des forêts tempérées d'Europe.

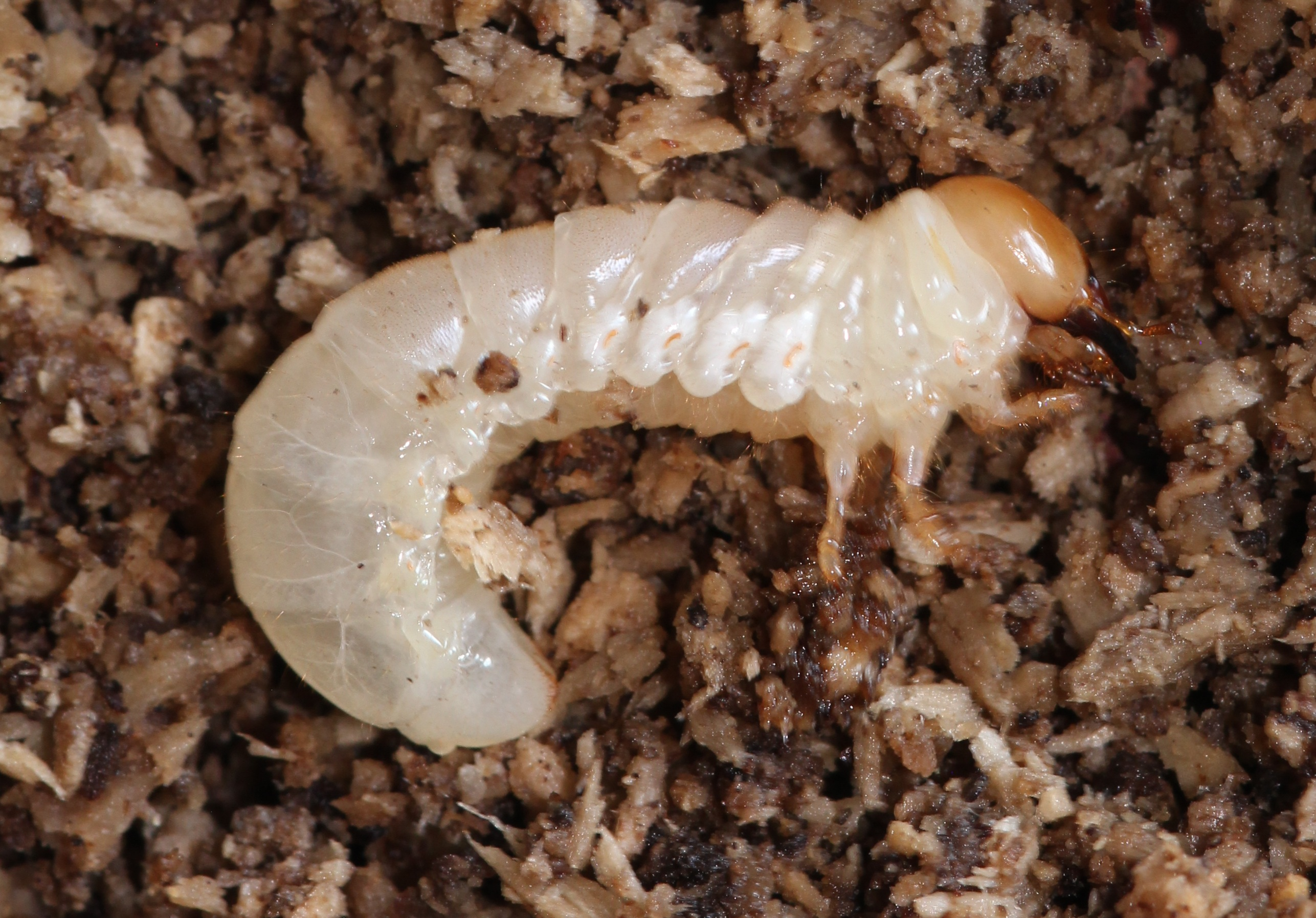
Larve
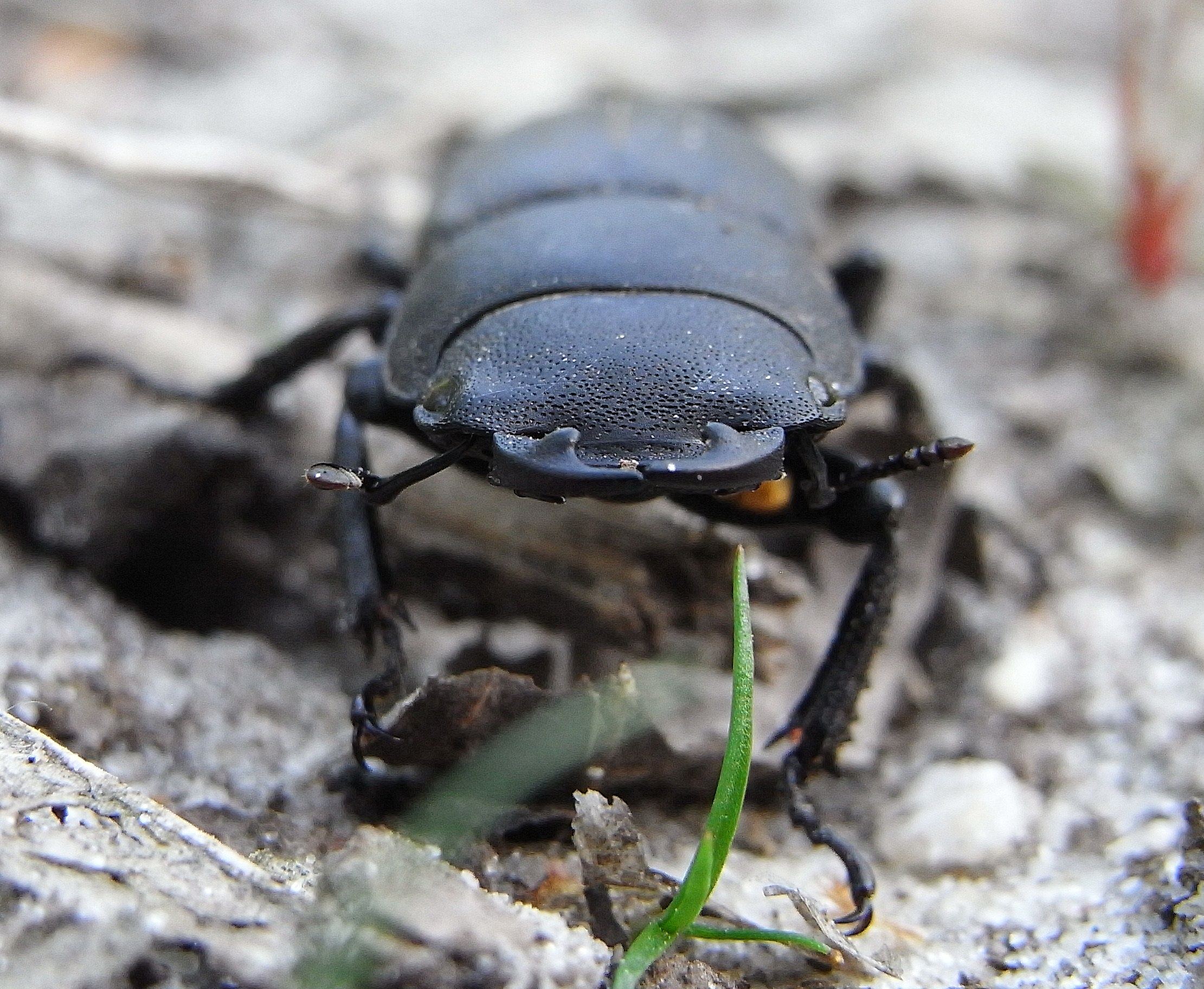
Male - Vue de face
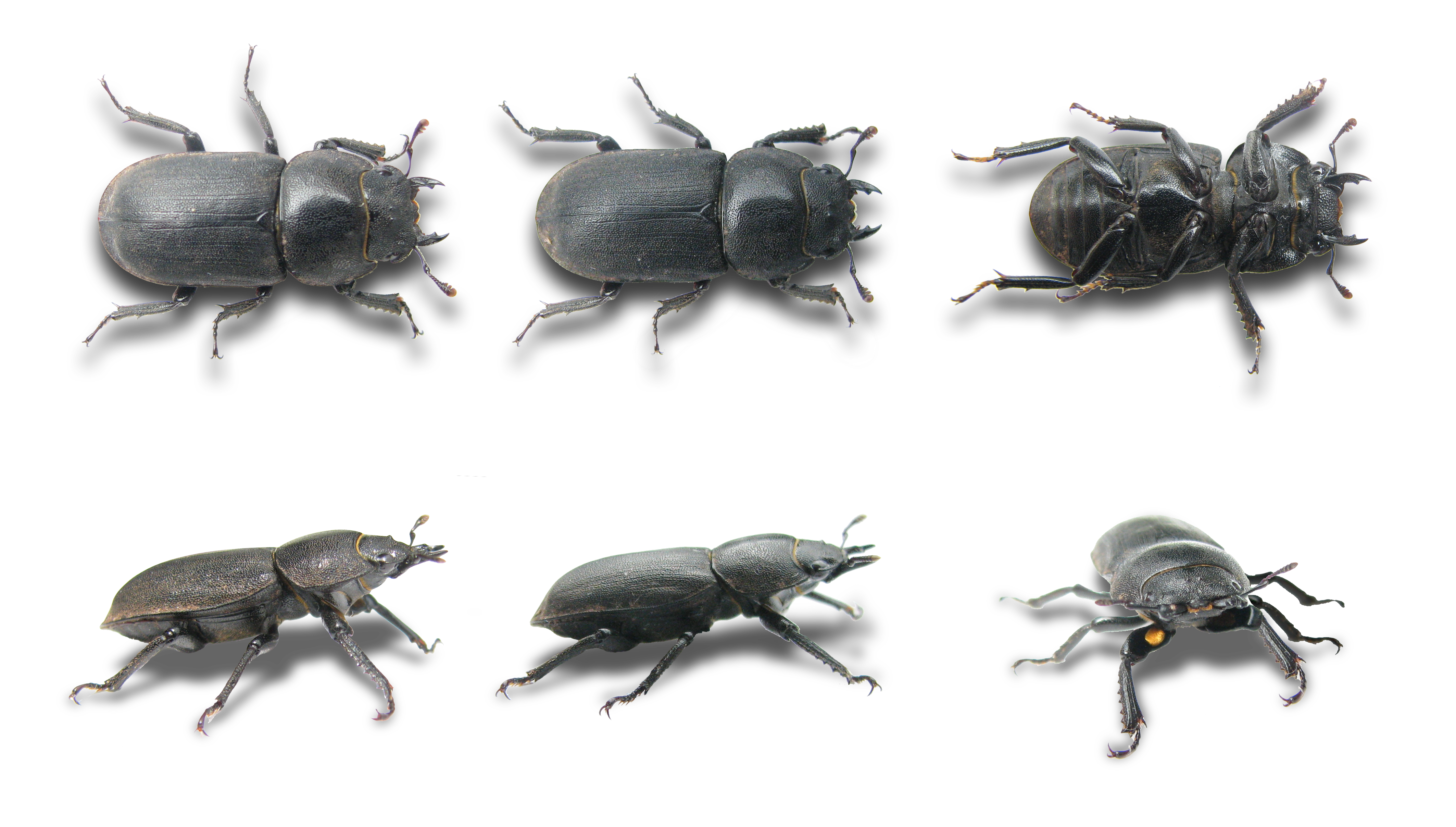
Femelles vue sous tous les angles
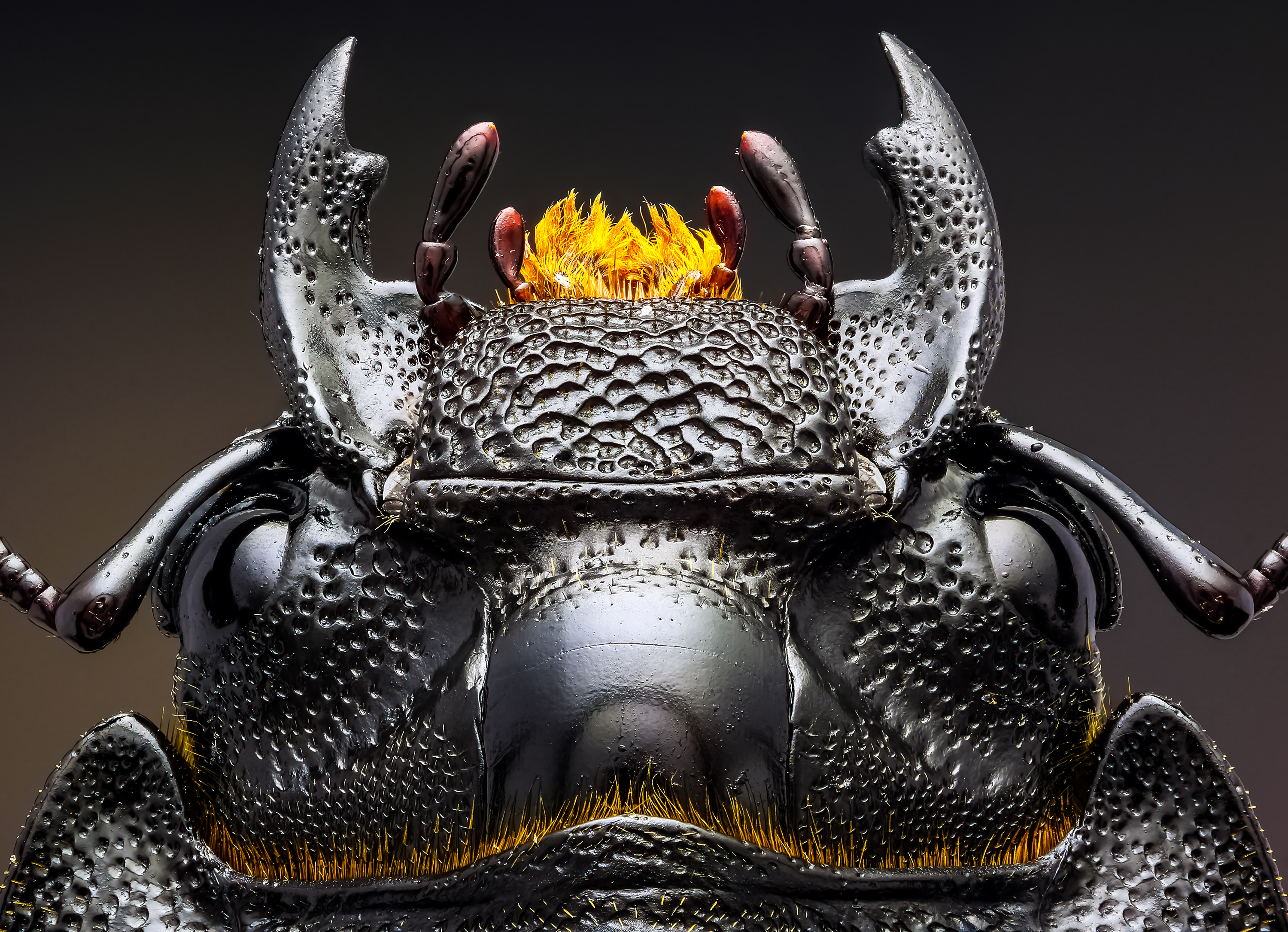
Tête de la femelle, vue de dessus en macrophotographie (focus stacking)

## Répartition et habitat
Habitat
Forêts, lisières et vieux bois des prairies ou vergers.

## Biologie
L'insecte se déplace lentement. Il est crépusculaire mais on l'aperçoit parfois de jour.
Il est apte au vol.
On le voit de juin à septembre.

### Alimentation
La larve, munie d'une solide paire de mandibules, se nourrit de bois (feuillus tels que saules, peupliers, tilleuls, fruitiers...) en décomposition par les champignons et bactéries.
L'adulte, comme d'autres coléoptères, apprécie la sève qui s'écoule de blessures d'arbres.

## Importance écologique
Comme tous les saproxylophages, sa larve contribue au processus d'humification, via la décomposition du bois mort. C'est une source d'alimentation pour de nombreux animaux (pics notamment).

## Systématique
L'espèce Dorcus parallelipipedus a été décrite  par le naturaliste suédois Carl von Linné en 1758, sous le nom initial de Scarabaeus parallelipipedus.
Régulièrement confondue avec le lucane cerf-volant femelle, cette espèce s'en distingue néanmoins par une taille souvent plus modeste, ou encore ses élytres à l'aspect mat et granuleux là où ceux de son congénère Lucanus cervus présentent une surface lisse et plutôt brillante. En outre, Dorcus parallelipipedus est pourvu de tibias à une seule épine, tandis que Lucanus cervus en possède deux ou trois. Aussi, dans le cas des petites biches femelles, le vertex est surmonté de deux tubercules, et cette caractéristique permet également de différencier l'espèce de son voisin le lucane cerf-volant.

### Synonymie
- Scarabaeus parallelipipedus Linné, 1758 Protonyme
- Dorcus punctatus Pontoppidan, 1763
- Dorcus bipunctatus Pontoppidan, 1765
- Dorcus dama Müller, 1776
- Dorcus infractus Bergstr., 1778
- Dorcus capra Panzer, 1797
- Dorcus tuberculatus Macleay, 1819
- Dorcus bituberculatus Parry, 1874
- Dorcus immaturus Mulsant, 1842
- Dorcus mexicanus Benesh, 1944

### Nom vernaculaire
- Petite biche. En référence à la "grande biche" qui est le nom vernaculaire de la femelle de Lucanus cervus. Toutefois ici le nom "petite biche désigne les deux sexes de l'espèce Dorcus parallelipipedus.